# Benvenuti (album)
Benvenuti è il sesto album in studio del gruppo musicale brasiliano Selton, pubblicato il 16 aprile 2021 dalla Universal Music.

## Tracce
Testi e musiche di Selton tranne dove indicato.
1. Benvenuti – 3:20
2. Sigaretta in mano a Dio – 3:03
3. Karma Sutra (feat. Margherita Vicario) – 3:18
4. Vieni a dormire da me – 3:23
5. I piatti – 2:42
6. Intermission: Panorama – 0:50
7. Campari di musica (feat. Bixiga 70) – 2:44
8. Pasolini – 2:54
9. Fammi scrollare (feat. Willie Peyote & Emicida) – 2:54
10. Estate (feat. Priestess) – 4:02 (testo: Bruno Brighetti – musica: Bruno Martino)
11. Temporeggio – 3:21

Durata totale: 32:31